# Kaname-Wasserfälle
Die Kaname-Wasserfälle (japanisch 鹿目の滝) sind drei Wasserfälle in der japanischen Präfektur Kumamoto. Sie bestehen aus einem „männlichen Wasserfall“ (雄滝, Odaki) mit einer Fallhöhe von etwa 36 m, einem „weiblichen Wasserfall“ (雌滝, Medaki) mit einer Fallhöhe von etwa 30 m und einem sanft fließenden „flachen Wasserfall“ (平滝, Hirataki). Die Wasserfälle liegen am Kanome (鹿目川), einem Zufluss des Kuma, der nach Nordwesten in die Yatsushiro-See mündet. Sie sind Teil der 1990 vom Umweltministerium aufgestellten Liste der Top-100-Wasserfälle Japans.

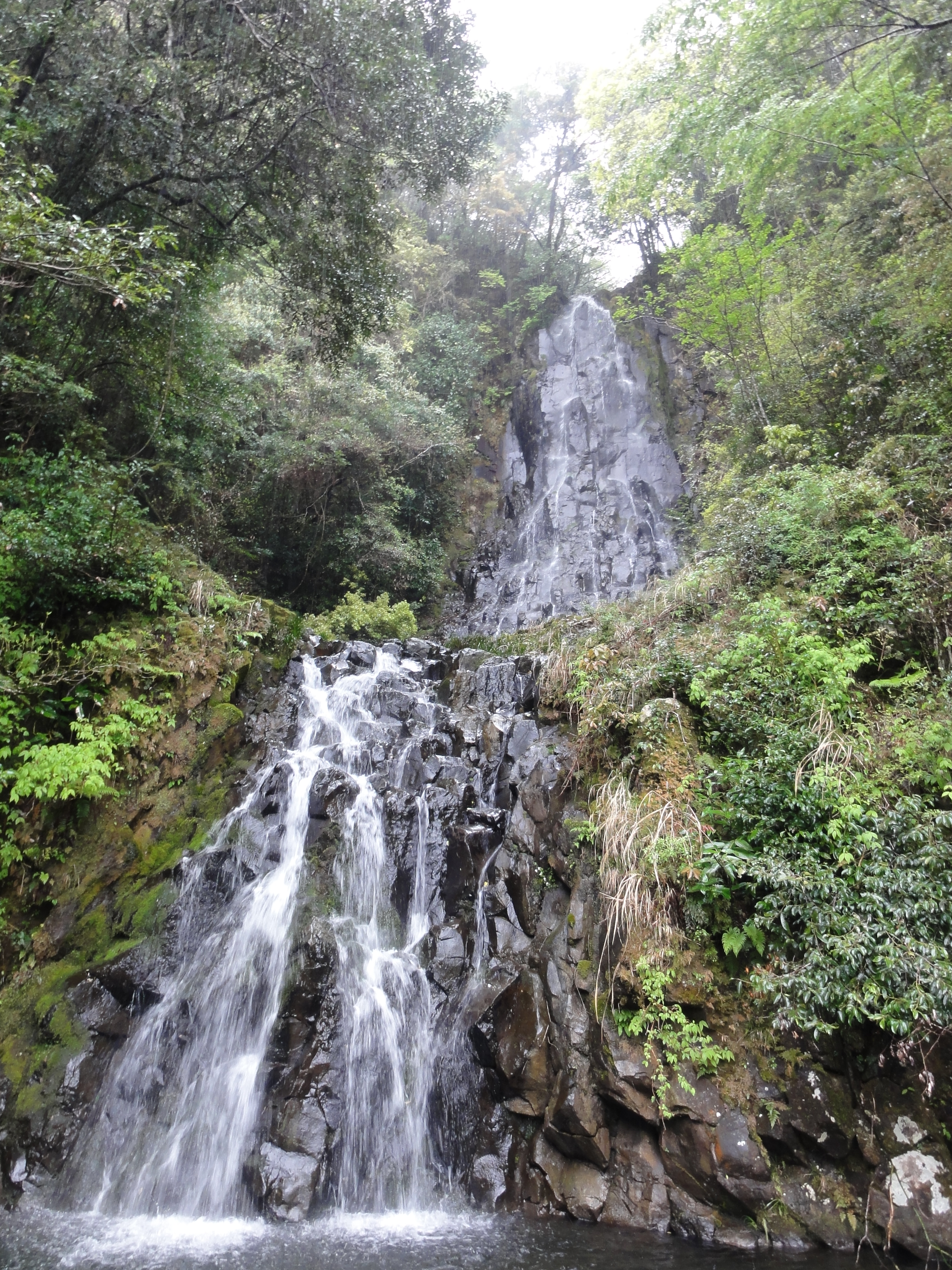
Medaki
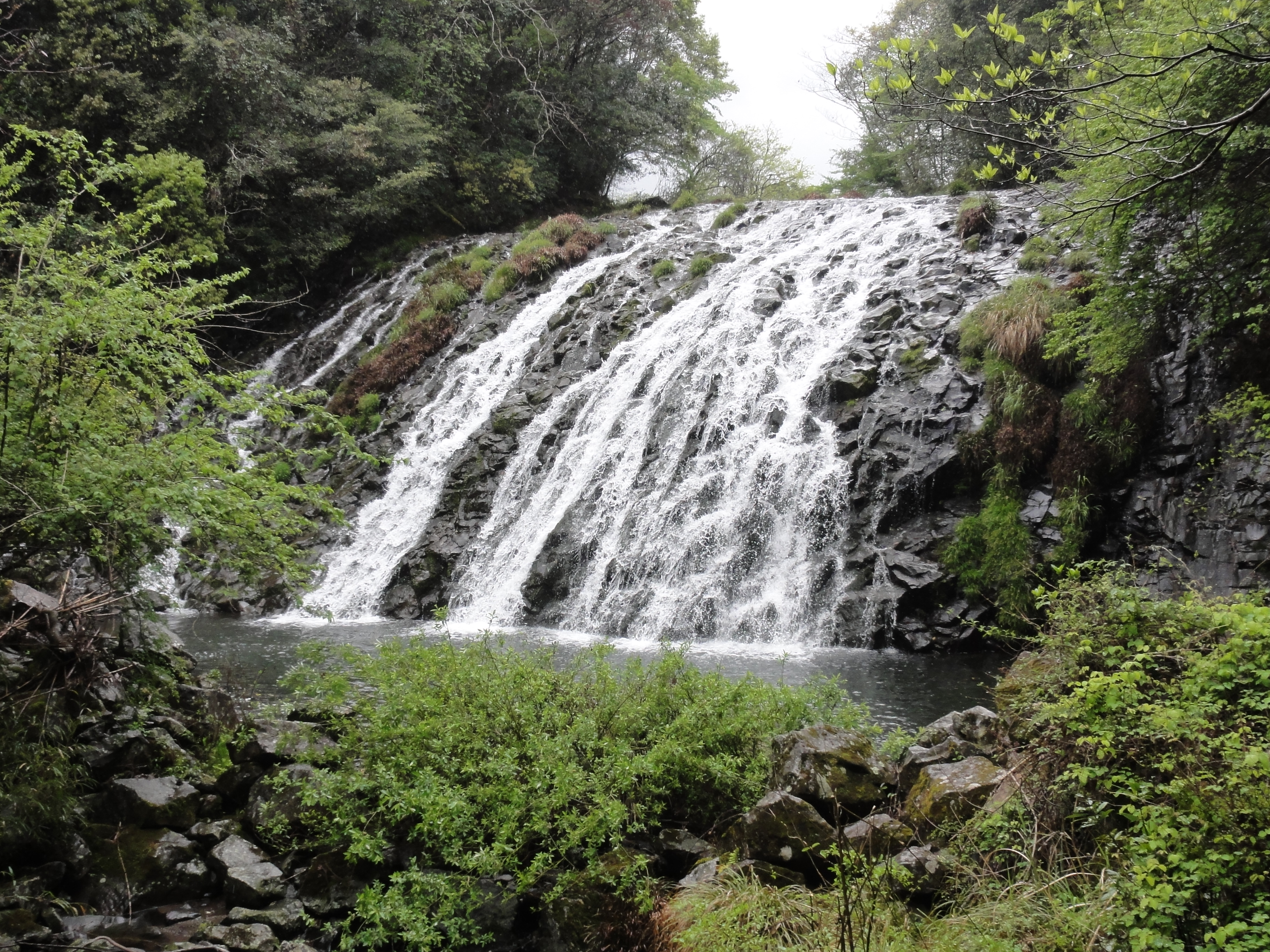
Hirataki